# Ridgewell
Ridgewell – wieś w Anglii, w hrabstwie Essex, w dystrykcie Braintree. Leży 34 km na północ od miasta Chelmsford i 75 km na północny wschód od Londynu. Miejscowość liczy 503 mieszkańców.